# Just Stop Oil

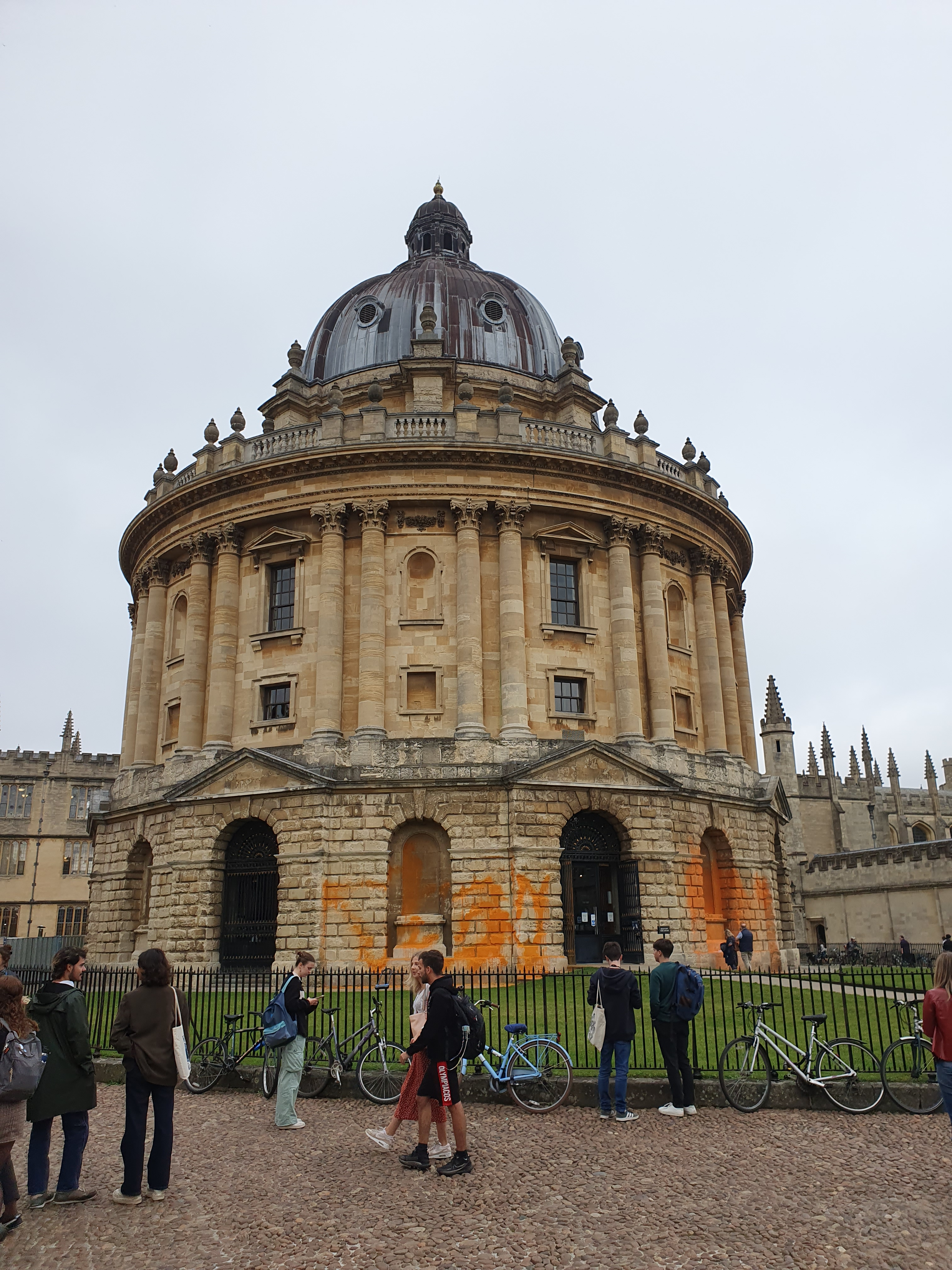
Budynek Radcliffe Camera na Oksfordzie zamalowany farbą przez działaczy Just Stop Oil

Just Stop Oil – grupa aktywistów ekologicznych z Wielkiej Brytanii wykorzystująca opór obywatelski w celu skłonienia rządu brytyjskiego do wstrzymania nowych licencji na paliwa kopalne i ich produkcji. Grupa rozpoczęła działalność 14 lutego 2022 i w kwietniu tego samego roku zorganizowała miesiąc zakłóceń w pracy terminali naftowych w całej Anglii. Organizacja wzbudziła znaczne kontrowersje ze względu na swoje agresywne metody protestowania oraz wandalizm wymierzony w dzieła sztuki w brytyjskich galeriach sztuki, jak i w zabytki.

## Historia

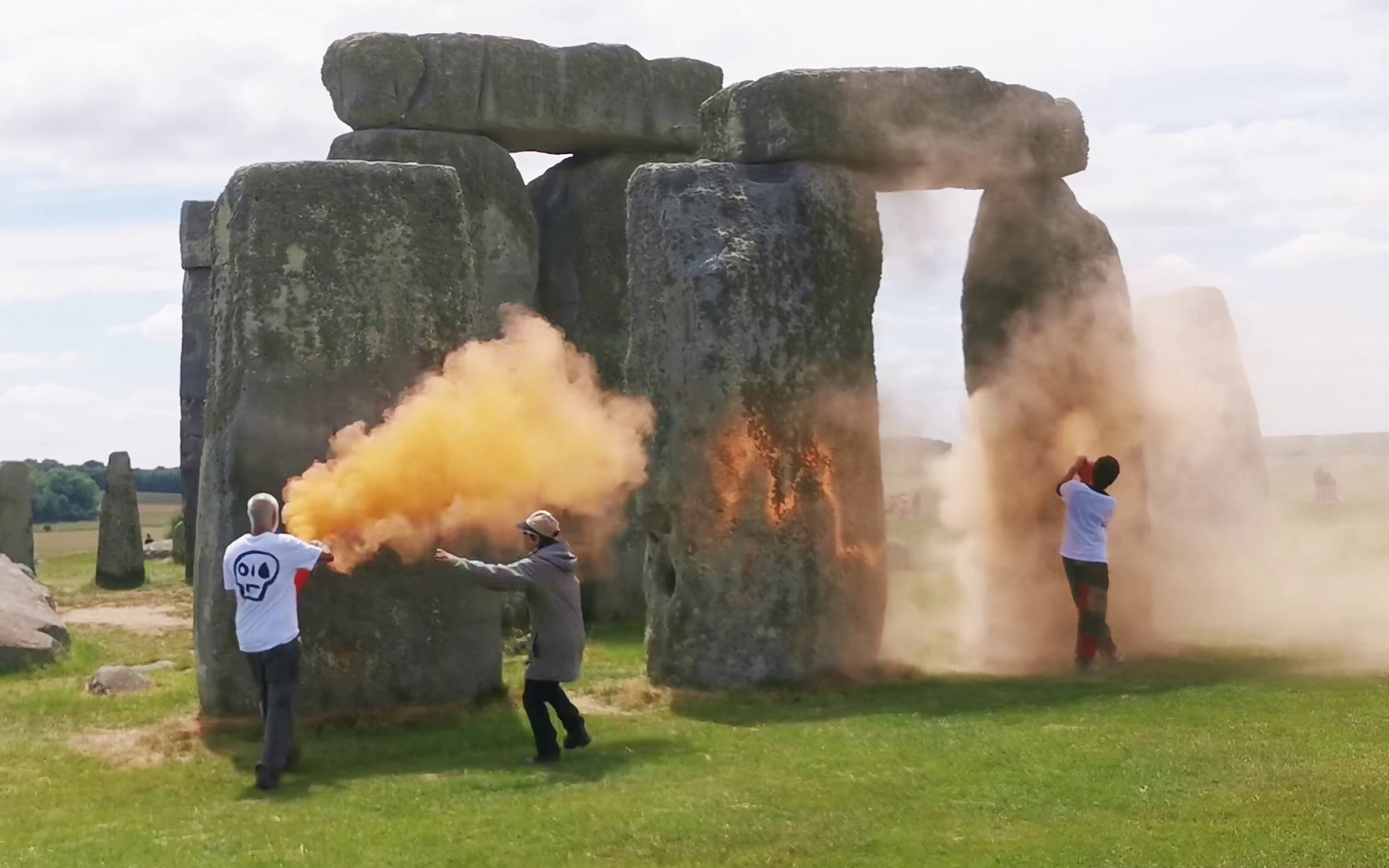
Atak aktywistów na Stonehenge w 2024

13 marca 2022 członkowie grupy zakłócili 75. ceremonię wręczenia nagród Brytyjskiej Akademii Filmowej.
14 października 2022 dwie protestujące z Just Stop Oil wtargnęły do National Gallery w Londynie i rzuciły zupą pomidorową w czwartą wersję Słoneczników z Arles z 1888 autorstwa Vincenta van Gogha, a następnie przykleiły swoje ręce do ściany pod obrazem. Obraz był chroniony przez szklaną taflę i nie został uszkodzony, jednakże rama, również o znacznej wartości, doznała niewielkich uszkodzeń. Obrotowe logo przed siedzibą Scotland Yardu zostało natomiast pomalowane na pomarańczowo sprayem. W związku z wandalizmem aresztowano ponad 20 osób.
17 października 2022 dwóch członków grupy wspięło się na 84-metrowy pylon mostu zwodzonego im. Królowej Elżbiety II, łączący Essex i Kent, co spowodowało jego zamknięcie. Jednym z protestujących był Morgan Trowland, inżynier budowy mostów z Londynu. Zamknięcie mostu spowodowało korki na ok. 10 km po obu stronach przejścia.
19 czerwca 2024 dwóch członków grupy pomalowało farbą Stonehenge na dzień przed mającymi odbyć się tam obchodami przesilenia letniego; obu sprawców aresztowano. Były premier Wielkiej Brytanii Rishi Sunak określił zdarzenie mianem „haniebnych aktów wandalizmu”.

## Finansowanie
Just Stop Oil jest finansowane wyłącznie z darowizn. W kwietniu 2022 odkryto, że głównym źródłem finansowania grupy jest Climate Emergency Fund z siedzibą w USA. Z funduszem tym związana jest Aileen Getty, potomkini rodziny, która założyła firmę Getty Oil. Grupa przyjmuje również darowizny w kryptowalucie, szczególnie preferując Ethereum. Wywołało to krytykę ze względu na wpływ kryptowalut na środowisko naturalne.